# Schistostege transiens
Schistostege transiens là một loài bướm đêm trong họ Geometridae.